# Kent, Connecticut
Kent är en kommun (town) i Litchfield County i delstaten Connecticut, USA. Vid folkräkningen år 2000 bodde 2858 personer på orten. Den har enligt United States Census Bureau en area på totalt 128,5 km² varav 2,9 km² är vatten.